# Лукмос
Лукмос — река в России, протекает по Рязанской области. Правый приток Мостьи.

## География
Река Лукмос берёт начало около деревни Чёмбар. Течёт на юг. На реке расположены населённые пункты Чёмбар, Фабричный, Лукмос и Новокрасное. Устье реки находится в 29 км от устья Мостьи. Длина реки составляет 23 км, площадь водосборного бассейна — 186 км².

## Данные водного реестра
По данным государственного водного реестра России относится к Окскому бассейновому округу, водохозяйственный участок реки — Проня от истока и до устья, речной подбассейн реки — бассейны притоков Оки до впадения Мокши. Речной бассейн реки — Ока.
Код объекта в государственном водном реестре — 09010102112110000025776.